# Verklärung (Altes Ägypten)
Verklärung (auch Der Verklärte) ist ein altägyptischer Begriff aus dem Bereich der Totenliturgie und beschreibt den Zeitpunkt der Seelenumwandlung eines Toten, um in das Jenseits übergehen zu können.

## Hintergrund

### Begriffsherkunft
Die Bezeichnung Verklärung ist die ägyptologische Umschreibung für ein altes Königsritual, das schon in den Pyramidentexten beschrieben wird. Grundlage bildete die Vorstellung der Ägypter, dass der König (Pharao) nach seinem Tod im Jenseits über die Götter und Ahnen regiert, nachdem er in das im Nordhimmel gelegene Qebehu aufgestiegen ist. 
Damit der verstorbene König die Reise in das Jenseits antreten konnte, mussten die Glieder des Königs am Ende der Mumifizierung rituell gereinigt werden, um den Seelenbestandteil des Achs vom Körper zu lösen. Während der Bestattung rezitierte die Priesterschaft singend im Grabvorkammer-Eingangsbereich der Pyramide die vorgeschriebenen Rituale. 
Bei punktgenauer Beachtung des Begräbnisprotokolls bewirkte das zusätzliche Schlagen vor die Brust das Herabsteigen der Himmelsgottheit Sah (der Herabkommende), die den Ach hervortreten ließ und ihm einen leuchtenden Sternenglanz verlieh. Nach Abschluss der Zeremonie stieg der Ach des Königs zum Sternbild Orion auf; Heimat der Gottheit Sah. Dort angekommen wurde der König von seinen Ahnen und den anderen Gottheiten zu seiner weiteren himmlischen Herrschaft empfangen.

### Spätere Mythologie
Mit dem am Ende des Alten Reiches aufkommenden Osiris-Kult erfolgte die zusätzliche Identifikation des Sternbildes Orion mit der Gottheit Osiris. In den Anfängen fungierte Osiris als Totengott der menschlichen Verstorbenen und erfreute sich als königlicher Brudergott bei der Oberschicht zunehmender Beliebtheit. 
Anfang des Mittleren Reiches änderte sich das Weltbild der Ägypter, dem nun die Duat als dritte Ebene zugefügt wurde. Osiris übte im Verlauf der altägyptischen Geschichte die Rolle der Gottheit aus, die nun die nicht-königlichen Verstorbenen verklärte und sie in die Duat begleitete.